# محمود عطیه
محمود عطیه (انگلیسی: Mahmoud Attiyah؛ زادهٔ ۱ آوریل ۱۹۸۹) یک بازیکن فوتبال اهل قطر است.